# 재일로
재일로(Jaeil-ro)는 경상북도 봉화군 재산면 남면삼거리에서 영양군 일월면 일월삼거리 잇는 도로이다. 재산면과 일월면을 잇기 때문에 재일로라는 이름이 붙었다.

## 주요 경유지
경상북도
- 봉화군 (재산면) - 영양군 (청기면 . 일월면)

## 노선
| 이름       | 접속 노선                 | 소재지 | 소재지 | 비고 |
| ---------- | ------------------------- | ------ | ------ | ---- |
| 남면삼거리 | 지방도 제933호선 (재산로) | 봉화군 | 재산면 |      |
| 모천교     |                           | 봉화군 | 재산면 |      |
| 논골재     |                           | 영양군 | 청기면 |      |
| 곳재       |                           | 영양군 | 청기면 |      |
| 도곡교     |                           | 영양군 | 일월면 |      |
| 가곡교     |                           | 영양군 | 일월면 |      |
| 일월삼거리 | 국도 제31호선 (영양로)    | 영양군 | 일월면 |      |